# Corinne Bailey Rae
Corinne Jacqueline Bailey Rae, född Corinne Jacqueline Bailey 26 februari 1979 i Leeds, England, är en brittisk sångare. Hon slog igenom med singeln "Put Your Records On" 2006.

## Diskografi

### Studioalbum
- 2007 – Corinne Bailey Rae
- 2010 – The Sea
- 2016 – The Heart Speaks in Whispers
- 2023 –  Black Rainbows

### Livealbum
- 2007 – Live in London & New York

### Singlar
- 2005 – "Like A Star"
- 2006 – "Put Your Records On"
- 2006 – "Trouble Sleeping"
- 2007 – "I'd Like To"
- 2010 – "I'd Do It All Again"
- 2010 – "Paris Nights/New York Mornings"
- 2010 – "Closer"
- 2010 – "Is This Love"
- 2016 – "Been to the Moon"
- 2016 – "Green Aphrodisiac"
- 2016 – "Stop Where You Are"
- 2016 – "The Skies Will Break"
- 2016 – "Hey, I Won't Break Your Heart"
- 2019 – "Do You Ever Think of Me"